# Rosenholm (przystanek kolejowy)
Rosenholm – kolejowy przystanek osobowy w Rosenholm, w regionie Oslo w Norwegii, jest oddalony od Oslo Sentralstasjon o 11,35 km. 

## Ruch pasażerski
Należy do linii Østfoldbanen. Jest elementem - kolei aglomeracyjnej w Oslo - w systemie SKM ma numer 500. Obsługuje lokalny ruch między Oslo Sentralstasjon i Ski. Pociągi odjeżdżają co pół godziny; część pociągów w godzinach poza szczytem nie zatrzymuje się na wszystkich stacjach. 

## Obsługa pasażerów
Wiata, automat biletowy, parking na 232 miejsc, parking rowerowy.. Odprawa podróżnych odbywa się w pociągu.